# Beautheil-Saints
Beautheil-Saints is een fusiegemeente (commune nouvelle) in het Franse departement Seine-et-Marne (regio Île-de-France). De plaats maakt deel uit van het arrondissement Meaux. Beautheil-Saints is op 1 januari 2019 ontstaan door de fusie van de gemeenten Beautheil en Saints. 

## Demografie
Onderstaande figuur toont het verloop van het inwonertal (bron: INSEE-tellingen).
Beautheil-Saints telde in 2017 2015 inwoners.